# Mélance de Rouen
Mélance est un évêque de Rouen de la fin du VIe siècle.

## Biographie
Mélance est impliqué dans l'exil de Prétextat dont il occupe le siège une première fois à l'instigation de la reine Frédégonde entre 577 et 584. Prétextat rappelé en 584, Mélance est aussi réputé avoir été complice de l'assassinat du premier le 14 avril 586. Il remonte sur le siège épiscopal jusqu'à sa mort, le 8 septembre 601.
Mélance pourrait avoir été enterré dans la chapelle funéraire Saint-Pierre, puisque ses ossements étaient en possession des moines de l'abbaye au IXe siècle.